# Stade Pierre Brisson
Stade Pierre Brisson – wielofunkcyjny stadion znajdujący się w Beauvais służący do rozgrywania meczów piłki nożnej i rugby union.
Mieszczący 10 178 widzów obiekt jest stadionem domowym klubu AS Beauvais Oise.
W 2003 roku gościł jedno ze spotkań mistrzostw świata U-19 w rugby union, zaś w lipcu 2012 roku francuskie piłkarki nożne pokonały na nim Rosjanki 3:0.